# NbFz重型坦克
NbFz坦克（德語：Neubaufahrzeug，意為「新型結構車」）是希特勒掌權後，為了讓德軍有自己的重型戰車而發展的計畫。
NbFz坦克的多砲塔，又重又慢的特性，使得這輛坦克非常不適合進行閃電戰，因此，只有生產五輛就停產了。雖然有三輛在1940年參加了挪威戰役，但此戰車的主要目的是宣揚德國的工業技術。

## 發展

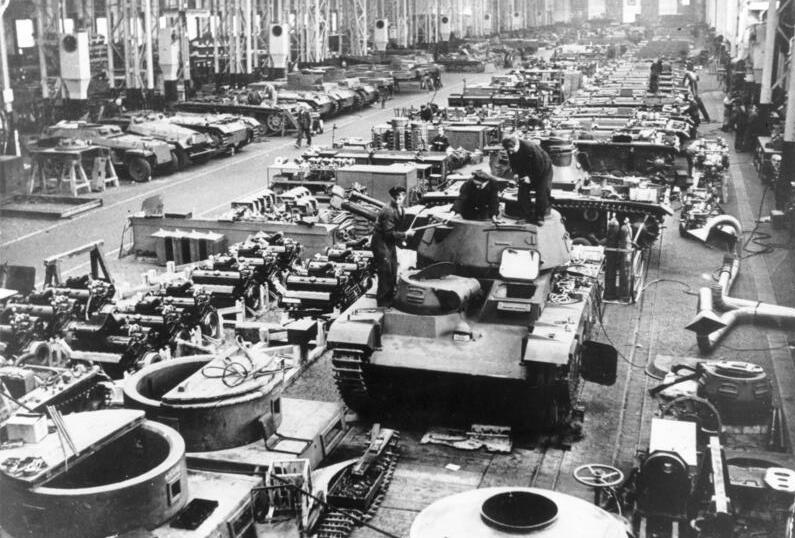
建造中的NbFz戰車

1920至1930年代期間，有數個國家對於多砲塔戰車感到興趣，並且開始實驗自家的戰車。英國維克斯在1926年首先建造了一輛維克斯A1E1獨立號坦克，這個讓蘇聯有了靈感，因而創造出T-35重型戰車，1933年生產了61輛。
Neubaufahrzeug 的計畫始於1933年，德國國防軍要求萊茵金屬公司和克虜伯開始發展大拖拉機（Großtraktor），「大拖拉機」只是一個重型戰車的代號，因為當時德國仍然處於凡爾賽條約的限制。
兩間公司所設計的戰車有很大的相似度，主要的不同在於武器的配置，兩間公司的設計都有一門75毫米KwK L/24主砲以及一門37毫米KwK L/45副砲，萊茵金屬的設計是將37毫米砲放置於75毫米砲的上方；而克虜伯則是放在75毫米砲的旁邊。兩種設計都有在前方及後方放置一個副砲塔，這些砲塔是有經過調整的一號戰車砲塔，砲塔上裝有一挺機槍。
萊茵金屬的設計被指定名為PzKpfw NbFz V，克虜伯則是PzKpfw NbFz VI，這些設計意圖實現在裝甲部隊擔任重型戰車的角色，但此設計也顯現出過於複雜且不適合接下重型戰車的職位。
雖然缺點眾多，但計畫仍然繼續實行，藉由設計、生產、測試這些戰車所獲得的經驗，以了解真正的需求，為的就是建立新的德國軍隊。
1934年，萊茵金屬建造兩輛使用軟鋼的原型車，兩輛仍然是萊茵金屬的設計，1935和1936年，另外生產的三輛原型車則是擁有合適的裝甲，搭配著克虜伯砲塔。

## 戰鬥紀錄

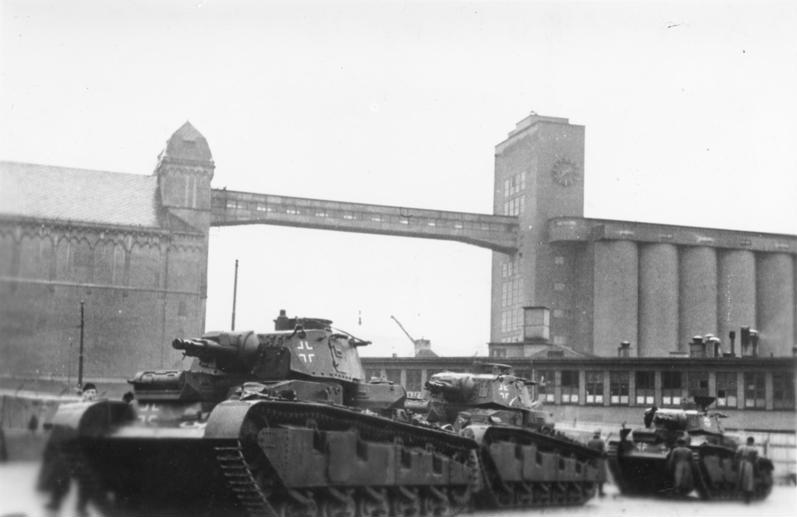
1940年4月，奧斯陸

雖然這些坦克並沒有進入生產，但它們成為納粹德國在1939年柏林舉辦的國際汽車博覽會之宣傳工具。
在此之後，為了入侵挪威而成立了一個裝甲師並編入了那三輛原型車。在入侵行動中有兩輛遇到機械問題而無法繼續前進，僅有一輛成功抵達前線，繼續跟著其他德軍推進。
4月22號，戰車遭遇到由英國和挪威人所組成的防線，英軍配備的博斯反坦克步槍可以輕鬆打穿戰車的裝甲。在數次被擊之後，一名組員陣亡，戰車撤退。其他的德軍仍然繼續推進並且攻擊英軍的側翼，迫使他們撤退。
沒人知道這些戰車在挪威戰役後發生什麼事情，但可以確定的是，沒有一台NbFz存活下來。根據英國在1945年所找到的文件，剩下的NbFz坦克在1941年申請報廢，1942年開始執行，該坦克的報廢日期一樣也不清楚，但一直被認為和犟埃米尔自行火炮原型車開始建造的日期是一樣的。
根據現代的德國文件，1941年6月，三輛NbFz戰車曾被編入第一裝甲師群，於今日的烏克蘭與BT-7發生戰鬥並被擊毀。
雖然說沒有任何NbFz存活，但有從它身上遺留下來的零件，目前存放於挪威，柯凡（Kvam）的古布朗斯多戰爭紀念收藏館（Gudbrandsdal War Memorial collection）

## 外部連結
- . Achtung Panzer（英文）.   [2011-07-02]. （原始内容存档于2016-07-16）.
- . OnWar.com（英文）.   [2011-07-02]. （原始内容存档于2014-08-16）.
- (PDF).   [2017-12-09]. （原始内容 (PDF)存档于2017-12-09）.第二頁第二張圖即為戰車的零件